# Aaron Kemei Cheminingwa
Aaron Kemei Cheminingwa (* 21. Juni 1998) ist ein kenianischer Leichtathlet, der sich auf den 800-Meter-Lauf spezialisiert hat. Über diese Distanz siegte er 2024 bei den Afrikaspielen.

## Sportliche Laufbahn
Erste internationale Erfahrungen sammelte Aaron Kemei Cheminingwa im Jahr 2024, als er bei den Afrikaspielen in Accra in 1:45,72 min auf Anhieb die Goldmedaille über 800 Meter gewann.

## Persönliche Bestleistungen
- 800 Meter: 1:44,24 min, 6. März 2024 in Nairobi